# Rachel Shelley
Rachel Shelley (Swindon, 25 agosto 1969) è un'attrice britannica.

## Biografia
Frequenta l'Università di Sheffield dove si laurea in inglese e arti drammatiche. Partecipa poi a diversi film prodotti in Inghilterra e ottiene qualche piccolo ruolo anche negli Stati Uniti (The Calling) e recita in un film italiano Canone inverso - Making Love. Nel 2001 appare in Lagaan - C'era una volta in India.
Il vero successo arriva nel 2004, quando viene scritturata per la seconda stagione della serie americana The L Word nel ruolo di Helena Peabody. Nel 2008 recita nel film The Children, un horror del regista Tom Shankland.

## Filmografia

### Attrice

#### Cinema
- Broken Heart, regia di Matt McConaghy (1994)
- Fotografando i fantasmi (Photographing Fairies), regia di Nick Willing (1997)
- B.U.S.T.E.D., regia di Andrew Goth (1999)
- Lighthouse, regia di Simon Hunter (1999)
- Canone inverso - Making Love, regia di Ricky Tognazzi (2000)
- The Calling - La chiamata (The Calling), regia di Richard Caesar (2000)
- Lagaan - C'era una volta in India (Lagaan), regia di Ashutosh Gowariker (2001)
- The Bone Snatcher, regia di Jason Wulfsohn (2003)
- Seeing Other People, regia di Wallace Wolodarsky (2004)
- Fratelli, amori e tanti guai (Gray Matters), regia di Sue Kramer (2006)
- The Children, regia di Tom Shankland (2008)

#### Televisione
- Royce, regia di Rod Holcomb - film TV (1994)
- Le nuove avventure di Robin Hood (The New Adventures of Robin Hood) - serie TV, 2 episodi (1997)
- Wycliffe - serie TV, 1 episodio (1997)
- Bugs - Le spie senza volto (Bugs) - serie TV, episodio 3x10 (1997)
- Highlander (Highlander: The Series) - serie TV, episodio 6x01 (1997)
- Metropolitan Police (The Bill) - serie TV, episodio 14x13 (1998)
- Baddiel's Syndrome - serie TV, 2 episodi (2001)
- Jack e il fagiolo magico (Jack and the Beanstalk: The Real Story) - miniserie TV (2001)
- Heartbeat - serie TV, episodio 11x17 (2002)
- The American Embassy - serie TV, episodio 1x04 (2002)
- Coupling - serie TV, episodio 3x04 (2002)
- Cruise of the Gods, regia di Declan Lowney - film TV (2002)
- The Dinosaur Hunter, regia di Andrew Piddington - film TV (2002)
- Sparkling Cyanide, regia di Tristram Powell - film TV (2003)
- Miss Match - serie TV, episodio 1x03 (2003)
- Licensed by Royalty - serie TV (2004)
- The L Word - serie TV, 54 episodi (2005-2009)
- Ghost Whisperer - Presenze (Ghost Whisperer) - serie TV, 4 episodi (2006-2008)
- Under, regia di Charles S. Dutton - film TV (2008)
- Episodes - serie TV, episodio 1x04 (2011)
- Strike Back - serie TV, 2 episodi (2011)
- Casualty - serie TV, 12 episodi (2012-2013)
- C'era una volta (Once Upon a Time) - serie TV, 3 episodi (2012-2016)
- Toast of London - serie TV, episodio 1x04 (2013)
- Rogue - serie TV, 7 episodi (2013-2014)
- Grantchester - serie TV, episodio 1x01 (2014)
- Different for Girls - serie TV, 5 episodi (2017-2108)
- Deep State - serie TV, 11 episodi (2018-2019)

## Doppiatrici italiane
Nelle versioni in italiano delle opere in cui ha recitato, Rachel Shelley è stata doppiata da:
- Claudia Razzi in The L Word, C'era una volta
- Fiamma Izzo in Canone inverso - Making Love
- Ilaria Stagni in Ghost Whisperer - Presenze
- Ilaria Latini in Deep State